# Жан-Франсоа Лаперуз
Жан-Франсоа дьо Гало Лаперуз (на френски: Jean-François de Galaup, comte de La Pérouse) е френски морски офицер и изследовател, чиято експедиция изчезва в Океания.

## Произход и военна кариера (1741 – 1784)
Роден е на 23 август 1741 година близо до градчето Алби, департамент Тарн, Южна Франция. През 1756, на 15-годишна възраст, постъпва в Кралската военноморска академия в Брест и още на 17 години се включва в Седемгодишната война, като участва в морски сражения край бреговете на Северна Америка.
През 1759 в сражението при Бел Ил е ранен, попада в английски плен, избягва и отново се връща във флота. Следващите пет години прекарва на остров Мавриций, където осъществява различни поръчения на френската корона. Като капитан на кораба „Сена“ извършва две плавания до Индия, където среща своята бъдеща съпруга Елеонор Бруду (Eléonore Broudou).
През 1777 се завръща във Франция, където е произведен в чин лейтенант и награден с кръст „Свети Лудвиг“ за спасяването на остров Мае (Mahé) от индийско нападение.
В качеството си на капитан на кораба „Л`Амазон“ от военноморския флот на Франция, взима участие във войната за независимост на САЩ в няколко сражения против англичаните от Антилските о-ви до Лабрадор. През 1780 е произведен в капитан 1-ви ранг. През 1782, по време на военна експедиция в Хъдсъновия залив, блестящо доказва своите възможности, като пленява два английски кораба.
През 1783, независимо от несъгласието на семейството си, се оженва за Елеонор Бруду, заедно с която се завръща в Алби.

## Експедиционна дейност (1785 – 1788)

### Подготовка на експедиция до Тихия океан, Далечния изток и Австралия (1785 – 1786)
След подписването на Парижкия договор (1783), военноморския министър на Франция Дьо Кастри и лично крал Луи XVI предлагат на Лаперуз да възглави околосветска експедиция, целта на която е да потвърди откритията на Джеймс Кук и да направи нови открития в Тихия океан, които да компенсират загубените от Франция владения в Северна Америка и Индия. Лаперуз се съгласява и започва организацията на експедицията.
На 1 август 1785 неговите кораби „Бусола“, на който издига своя вимпел и „Астролабия“ с капитан Пол Антоан Флерио дьо Лангл, всеки по 500 тона и с екипаж от 223 души, напускат Франция и се отправят в плаване. В списъка на екипажа влизат астроном, лекар, трима ботаници, часовникар, трима художници и няколко свещеници с техническо образование. Интересна подробност е това, че на брега по неизяснени причини остава Наполеон Бонапарт, по това време ученик в Парижкото военно училище, който първоначално фигурира в списъка на екипажа.
Пред експедицията стоят многочислени задачи – географски, етноложки, икономически (изследване възможностите за лов на китове и събиране на ценни кожи), политически – възможност за основаване на френски бази и съвместно с испанските съюзници колонизирането на Филипините. Програмата на експедицията включва плаване в северната част на Тихия океан с посещение на Далечния изток и Австралия.

### Открития и изследвания в Тихия океан и Северна Америка (1786 – 1787)
„Бусола“ и „Астролабия“ заобикалят нос Хорн, през февруари 1786 посещават чилийското пристанище Консепсион, а след това остров Пасха и Хавайските острови. В края на юни 1786 Лаперуз достига западното крайбрежие на Северна Америка, в района на Аляска, което изследва от 60º (залива Айси Бей) до 36º 30` с.ш. (залива Монтерей). В залива Литуя загиват 21 души от екипажа. Посещава залива Монтерей в Калифорния, където описва испанските францискански мисии. Лаперуз не изследва детайлно крайбрежието на континента, но стига до правилния извод, че около 50° с.ш. е разположен архипелаг от острови (два архипелага – Александър и Кралица Шарлота).
След това пресича Тихия океан, посещава Макао, където изгодно продава закупените от Аляска кожи и Филипините, след което се отправя към Японско море. По време на прехода през Тихия океан от Калифорния до Макао, на 4 ноември 1786 в северозападната част на Хавайските о-ви Лаперуз открива малкия остров Некер (23°34′ с. ш. 164°42′ з. д. / 23.566667° с. ш. 164.7° з. д.), а на 6 ноември – рифовете Френч Фригат (23°46′ с. ш. 166°11′ з. д. / 23.766667° с. ш. 166.183333° з. д.).

### Открития по източното крайбрежие на Азия (1787)
През пролетта на 1787 г. Лаперуз започва плаване на север, покрай източното крайбрежие на Азия, като доста неточно картира западните брегове на Източнокитайско и Японско море и в началото на юли достига до 40° с.ш. От там корабите продължават на североизток, като ту се доближават до континента, ту до западния бряг на остров Сахалин, и продължавайки на север проникват в Татарския проток (отделящ остров Сахалин от континента). Измерваните от французите дълбочини стават все по-плитки и на 28 юли, на 51°28′ с. ш. 140°50′ и. д. / 51.466667° с. ш. 140.833333° и. д., корабите са принудени да спрат в открития залив Чихачов (дьо Кастри), в който престояват до 2 август.
След това Лаперуз се насочва на изток и открива и проследява над 700 км от западния бряг на Сахалин от нос Жонкиер (50º 54` с.ш.) до нос Крильон (45º 53` с.ш.) и открива протока Лаперуз (между Сахалин и Хокайдо, ширина 43 км) и остров Монерон (10 август, 46°15′ с. ш. 141°14′ и. д. / 46.25° с. ш. 141.233333° и. д.). След кратковременен престой край нос Крильон Лаперуз навлиза в Охотско море, преминава през протока Бусол в Курилските о-ви и на 7 септември 1787 г. корабите хвърлят котва в пристанището на Петропавловск Камчатски, където са сърдечно посрещнати от коменданта на гарнизона в града. От там Лаперуз изпраща във Франция през Сибир и Европа Жан Батист дьо Лесепс (Jean Baptiste de Lesseps) със събраните дотогава материали и карти от експедицията. По стечение на съдбата Лесепс се оказва единственият участник в експедицията завърнал се във Франция.

### Изследване на архипелага Самоа (1787)
На 30 септември 1787 Лаперуз напуска Камчатка и се отправя към архипелага Самоа, където през декември 1787 открива островите Савай (17 декември, 13°35′ ю. ш. 172°25′ з. д. / 13.583333° ю. ш. 172.416667° з. д.), Маноно (13°51′ ю. ш. 172°07′ з. д. / 13.85° ю. ш. 172.116667° з. д.) и Аполима (13°49′ ю. ш. 172°09′ з. д. / 13.816667° ю. ш. 172.15° з. д.). Там корабите са подложени на нападение от местните жители и загиват 12 души от екипажа, в т.ч. капитан дьо Лангл.

### Пребиваване в Австралия (1788)
От Самоа Лаперуз са насочва към Австралия и на 26 януари 1788 акостира в залива Ботани Бей до току-що основания град Сидни. Там французите се срещат с английската флотилия, доставяща в Австралия първата партида каторжници. Командирът на флотилията Артър Филип, назначен за първи губернатор на колонията Нов Южен Уелс, основава на 25 км северно от Ботани Бей, около залива Порт Джексън, едноименно селище – „зародиша“ на бъдещия Сидни. През февруари 1788 г. Лаперуз изпраща писма до Франция, в които описва по-нататъшните си намерения да посети Нова Каледония, о-вите Санта Крус, Соломоновите о-ви и източните и южни брегове на Австралия, вдига котва и оттук нататък експедицията изчезва безследно.
През 1788 претърпява корабокрушение край остров Ваникоро в архипелага Санта Крус.

## Търсене на експедицията
Изчезването на експедицията на Лаперуз дълбоко развълнува всички, които малко или много са свързани с нея и изпитват чувство на уважение към френските мореплаватели. Съществува непотвърдена версия, че даже последните думи на Луи XVI на ешафода към палача били „Няма ли вести от Лаперуз?“. Търсенето продължава около 40 години, докато през 1826 английския капитан Питър Дилон намира на остров Ваникоро следи от корабокрушението. Преди това, през 1793, само пет години след трагедията, френският мореплавател Жозеф Антуан д'Антрекасто минава само на 5 км от острова, но не спира поради лошото време.
През 1828 острова е посетен от Жул Дюмон-Дюрвил, като неговият кораб в чест на Лаперуз също се нарича „Астролабия“. Той потвърждава съобщението на капитан Дилон и поставя на мястото на корабокрушението паметник.
През 1964 г. научна експедиция начело с белгийския вулканолог Харун Тазиев записва предаващите се от поколение на поколение разкази на островитяните за гибелта на експедицията. От тях следва, че част от екипажа се е спасил, а четири моряка доживяват до 1825, само година преди посещението на Питър Дилон. През същата 1964 г., френска правителствена експедиция открива на дълбочина 1500 – 2000 м, край югозападния бряг на острова, останките (котва, оръдия, оловни тежести, медна верига и части от камбана) на флагманския кораб „Бусола“.
През май 2005 е окончателно идентифициран намереният сред съхранилите се край бреговете на Ваникоро останки секстант, на една от планките на който се чете гравиран надпис „Mercier“, името на часовникаря на Кралската военноморска академия, изработил прибора.

## Памет
Неговото име носят:
- връх Лаперуз (58°34′ с. ш. 137°05′ з. д. / 58.566667° с. ш. 137.083333° з. д., 3269 м) в югоизточната част на Аляска;
- връх Лаперуз (53°13′ с. ш. 132°31′ з. д. / 53.216667° с. ш. 132.516667° з. д., 1127 м) на остров Грахам в архипелага Кралица Шарлота, край западните брегове на Канада;
- връх Лаперуз (1157 м) на остров Тасмания;
- залив Лаперуз (27°05′ ю. ш. 109°18′ з. д. / 27.083333° ю. ш. 109.3° з. д.) на североизточното крайбрежие на остров Пасха;
- залив Лаперуз (20°36′ с. ш. 156°25′ з. д. / 20.6° с. ш. 156.416667° з. д.) на югоизточното крайбрежие на остров Мауи в Хавайските о-ви;
- залив Лаперуз (58°45′ с. ш. 93°25′ з. д. / 58.75° с. ш. 93.416667° з. д.) в югозападната част на Хъдсъновия залив;
- ледник Лаперуз (58°32′ с. ш. 137°13′ з. д. / 58.533333° с. ш. 137.216667° з. д., 3269 м) в югоизточната част на Аляска, спускащ се в Тихия океан;
- ледник Лаперуз, на Южния остров на Нова Зеландия;
- остров Лаперуз (33°59′ ю. ш. 151°14′ и. д. / 33.983333° ю. ш. 151.233333° и. д.) в залива Ботани Бей, Австралия;
- остров Лаперуз (23°46′ с. ш. 166°11′ з. д. / 23.766667° с. ш. 166.183333° з. д.) в атола Френч Фригат от Хавайските о-ви;
- остров Лаперуз (Ваникоро, 46°15′ с. ш. 141°14′ и. д. / 46.25° с. ш. 141.233333° и. д.) в архипелага Санта Крус;
- планински масив Лаперуз (3078 м) на Южния остров на Нова Зеландия;
- плитчина Лаперуз (48°45′ с. ш. 125°55′ з. д. / 48.75° с. ш. 125.916667° з. д.) в Тихия океан, край западните брегове на остров Ванкувър;
- проток Лаперуз (45°43′ с. ш. 142°02′ и. д. / 45.716667° с. ш. 142.033333° и. д.) между островите Сахалин на север и Хокайдо на юг;
- риф Лаперуз (54°01′ с. ш. 133°10′ з. д. / 54.016667° с. ш. 133.166667° з. д.) в Тихия океан, в близост до най-северозападната част на архипелага Кралица Шарлота, край западните брегове на Канада;
- кратер Лаперуз на Луната;
- музей, училище, площад и китотеатър Лаперуз в град Алби, Франция;
- ресторант Лаперуз в Париж;
- френска езикова гимназия Лаперуз в Сан Франциско, Калифорния.